# Mento
Genres dérivés
Ska
Le mento est une musique populaire et la première en Jamaïque. Il apparait à la fin du XIXe siècle dans les zones rurales de l'île. C'est un des styles musicaux à l'origine du reggae (à travers le ska, le rocksteady et l'early reggae).

## Histoire

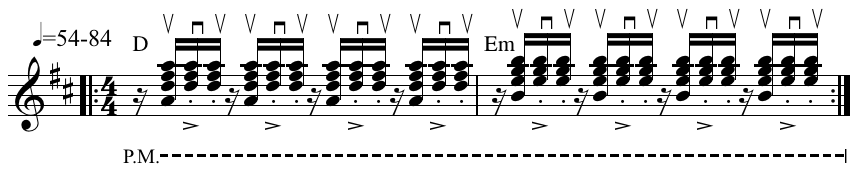
Rythme mento.

Le mento est tout simplement la musique que les paysans jamaïcains, après leur journée de labeur, aimaient jouer et écouter pour se divertir et oublier un instant la dureté de leur condition de vie. Ce terme décrit également la danse libre qui l'accompagne, et qui plonge ses racines dans les rituels ashantis, et d'autres ethnies ouest-africaines. En raison de la mode du calypso de l'île de la Trinité dans les années 1940, dès 1951 (année marquée par l'ouverture du premier studio d'enregistrement en Jamaïque par Stanley Beresford Brandon Motta) les premiers enregistrements de mento portent le plus souvent l'étiquette plus vendeuse de « calypso ». Les deux plus grands succès de l'américain d'origine jamaïcaine Harry Belafonte, Day O et Jamaica Farewell sont par exemple des mentos, et non des calypsos, mais ils sont publiés dans l'album Calypso, ce qui contribue à la confusion. Ce genre a précédé le ska et le reggae, apparus dans l'après-guerre sous l'influence des musiques populaires des États-Unis. Des classiques jamaïcains du genre peuvent être entendus dans la compilation Jamaica - Mento 1951 - 1958 (Frémeaux & Associés).
D'origine rurale, le mento utilise traditionnellement des instruments comme le banjo, la guitare, la flûte, le fifre, les maracas, des percussions, mais également un lamellophone basse appelé la rumba box (dérivée de la marimbula) ou thumb piano, le violon, et le saxophone de bambou. Il existe en version urbaine, interprété dans les cabarets et hôtels de Jamaïque, où il connaît une forte influence du jazz (saxophone, trompette, piano, etc.).
Les thèmes fréquemment abordés par le mento sont les critiques de la vie sociale et politique, des chants de travail, et des textes à double sens où la sexualité a une grande importance.

## Groupes et artistes
Ils comprennent notamment : Stanley Beckford, Count Owen, The Folkes Brothers, The Jolly Boys, et  Lord Tanamo.